# Ледяные керны

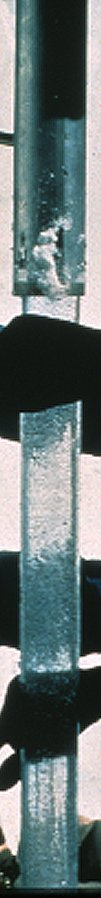
Образец ледяного керна. Photo by Lonnie Thompson, :en:Byrd Polar Research Center

Ледяные керны — керны, взятые из ледяного щита, чаще всего изо льда полярных ледяных шапок в Антарктике, Гренландии или высокогорных ледников. Так как лед образуется из нарастающих спрессованных слоев снега, нижележащие слои старше по отношению к вышележащим, ледяные керны содержат лед, сформировавшийся за многие годы. Свойства льда и кристаллических включений во льду могут быть использованы для воссоздания изменения климата в интервале формирования керна, обычно при помощи изотопного анализа. Они позволяют воссоздать изменение температуры и историю изменения атмосферных условий.
Ледяные керны содержат достаточную информацию о климате. Включения, попавшие в снег, остаются во льду, среди них может быть занесенная ветром пыль, пепел, пузырьки воздуха и радиоактивные вещества. Разнообразие климатических измерений шире, чем у всех остальных природных инструментов датирования, таких как древесные кольца или донные отложения. Включения позволяют узнать температуру, объем океана, осадки, химические и физические условия в нижних слоях атмосферы, вулканическую активность, солнечную активность, продуктивность поверхности моря, опустынивание и лесные пожары.
Длина записи зависит от глубины ледяного керна и составляет от нескольких лет до 800 тыс. лет для кернов en:EPICA. Временно́е разрешение (самый короткий период времени, который может быть точно выделен) зависит от годового количества выпавшего снега и уменьшается с глубиной, так как лед спрессовывается под собственным весом. Верхние слои льда в керне соответствуют одному году или даже одному сезону. Чем глубже, тем слои тоньше, и отдельные годовые слои перестают различаться.
Ледяные керны из различных мест могут быть использованы для воссоздания непрерывной и детальной картины климатических изменений на протяжении сотен тысяч лет, предоставляя информацию по широкому набору аспектов климата в каждый момент времени. Возможность сопоставить информацию из разных кернов по времени делает ледяные керны могучим инструментом для палеоклиматических исследований.

## Структуры ледяного покрова и кернов

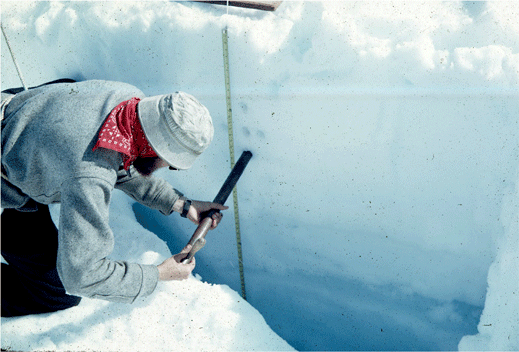
Взятие образцов из :en:Taku Glacier на Аляске. Более плотный зернистый лед между поверхностным снегом и голубым ледниковым льдом.

Ледовый покров сформирован из снега. То, что такой лед не тает летом, объясняется температурой, которая в данной местности редко превышает точку плавления. Во многих местах Антарктики температура воздуха всегда значительно ниже температуры замерзания воды. Если летняя температура начинает превышать температуру плавления, записи ледовых кернов серьёзно разрушаются, вплоть до полной бесполезности, так как талая вода просачивается в снег.
Поверхностный слой состоит из снега в нескольких формах, с воздушными полостями. Продолжая накапливаться, снег в погребенных слоях прессуется и переходит в фирн, зернистый материал со структурой, напоминающей сахар-песок. Воздушные полости остаются, позволяя воздуху из окружающей среды циркулировать внутри. При постепенном накоплении снега зернистый лед уплотняется, и воздушные поры закрываются, оставляя часть воздуха внутри. Из-за того, что воздух некоторое время может циркулировать внутри снегового пласта, возраст льда и возраст газовых включений может отличаться, в зависимости от условий, даже на сотни лет. На станции Восток зафиксирована разница в 7 тыс. лет в возрасте газа и включающего его льда.
С увеличением давления на некоторой глубине фирн, «зернистый лед», переходит в лед. Эта глубина может составлять от нескольких метров до десятков, обычно до 100 метров (для Антарктических кернов). Ниже этого уровня материал заморожен и представляет собой кристаллический лед. Последний может быть прозрачным или голубого цвета.
Слои могут визуально различаться в зернистом и обычном льду на значительных глубинах. На вершине ледника, где основный лед имеет небольшую тенденцию к сползанию, создаются аккуратные слои с минимальными повреждениями. В местах, где нижние слои льда подвижны, глубокие слои могут иметь значительно различающиеся свойства и искажения. Керны, взятые возле основания ледника, часто сложны для анализа из-за изменений структуры и обычно включают составы из подстилающей поверхности.

GISP2 ледяной керн с глубины 1837 м с четко видимыми годовыми слоями.

### Характеристики фирна
Слой пористого фирна в Антарктическом ледяном покрове находится на глубине от 50 до 150 м.[1]. Что намного меньше общей глубины ледника.
Атмосферный воздух и газ из фирнов медленно перемешиваются благодаря молекулярной диффузии, проходя сквозь поры; происходит постепенное выравнивание газовых концентраций. Тепловая диффузия является причиной изотопного разделения в фирнах, которое возникает из-за быстрого изменении температуры, когда возникают различия изотопного состава воздуха, захваченного пузырьками внутри льда, от состава воздуха, захваченного в основании фирна. Этот газ может диффундировать по фирну, но, как правило, не выходит наружу, за исключением областей, совсем близких к поверхности.
Ниже фирна находится зона, в которой располагаются сезонные слои с попеременно открытыми и закрытыми порами. Эти слои уплотняются благодаря давлению лежащих выше слоев. Возраст газов быстро растет с глубиной слоев. Различные газы разделяются по пузырькам в процессе перехода фирнов (зернистого льда) в обычный лед.

## Добыча керна
Керн добывается путём отделения его от окружающей массы. В случае мягких материалов может быть достаточно полой трубки. При глубоком бурении твердого льда и, возможно, подстилающей породы, используются трубчатые буры, которые вырезают цилиндрическую полость вокруг керна. Режущий механизм при этом находится в нижней части бура. Максимальная длина получаемого образца равна длине бура (в случае GISP2 и станции Восток это 6 м). При добыче таких длинных кернов требуется много циклов пересборки бура и извлечения его на поверхность для очистки.
Поскольку глубокий лед находится под давлением и имеет свойство деформироваться, полости, оставшиеся от кернов с глубины больше 300 м, с течением времени закрываются. Для предотвращения этого процесса их заполняют жидкостью. Такая жидкость (или смесь жидкостей) должна удовлетворять одновременно многим критериям, таким как нужная плотность, низкая вязкость, морозостойкость, безопасность с точки зрения охраны труда и природы. Также нужно учитывать специфические для определенного способа добычи требования.
В прошлом было испытано множество разных жидкостей и их смесей. Со времени GISP2 (1990—1993) Антарктическая программа США использовала
n-бутилацетат, но его токсичность, воспламеняемость, свойства как агрессивного растворителя заставили сомневаться в целесообразности его дальнейшего применения. Европейское сообщество, включая Россию, сосредоточилось на создании двукомпонентной жидкости, состоящей из легких углеводородов (на станции Восток использовали керосин) и «уплотнителя» (фреона), за счет которого достигается нужная плотность смеси. Тем не менее, многие уплотнители также считаются слишком токсичными, и их использование больше не разрешено в силу действия Монреальского протокола по веществам, разрушающим озоновый слой.. В апреле 1998 на ледяной шапке en:Devon Ice Cap использовали очищенное ламповое масло. Было отмечено, что в девонских кернах глубже 150 м стратиграфия была скрыта микротрещинами